# Золотий сертифікат (США)

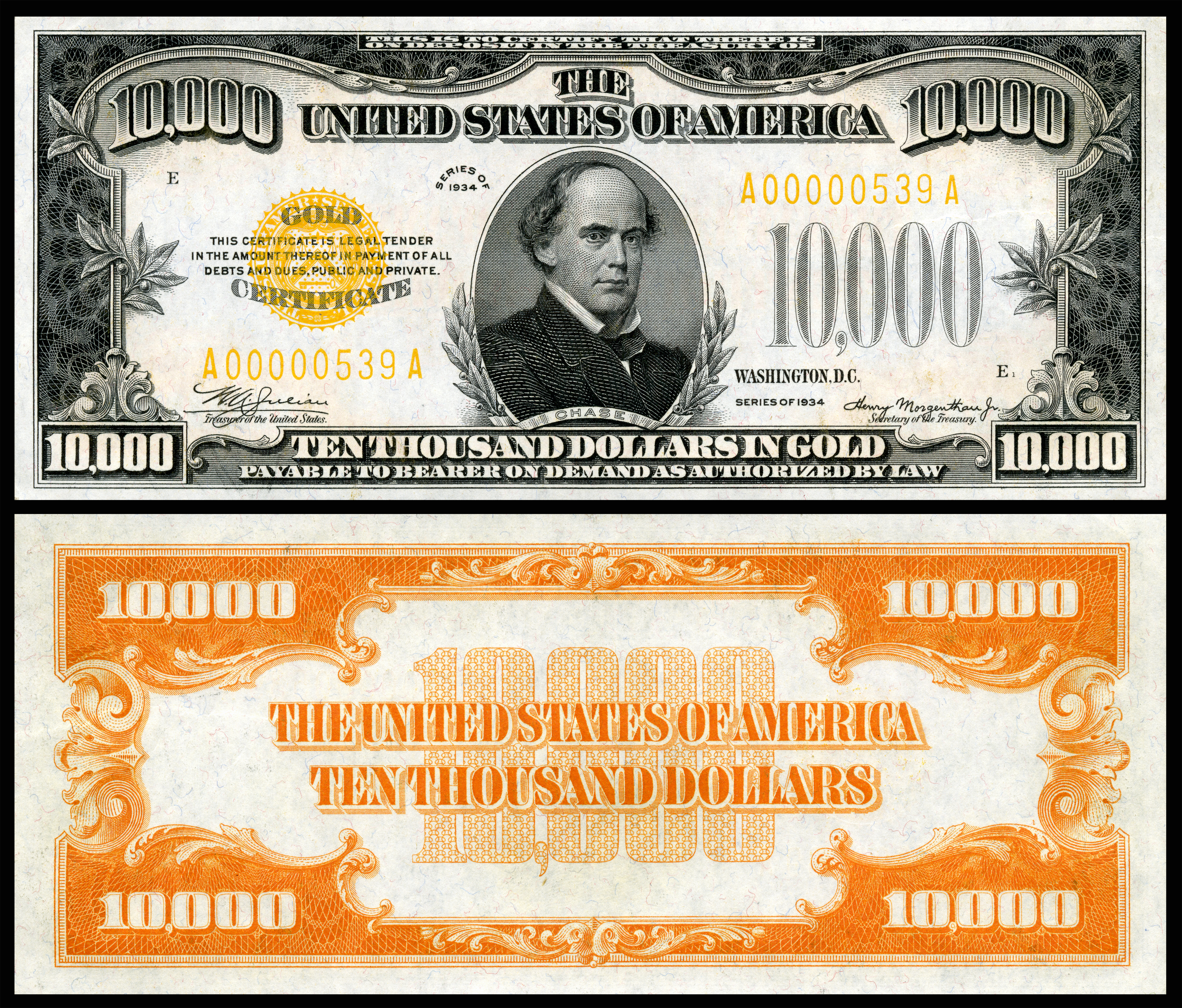
$10000 1934 золотий сертифікат із зображенням Салмона П. Чейза

Золотий сертифікат — вид цінних паперів, які випускалися Казначейством США в 1863—1933 рр, як засіб інвестування в золото. Передбачалося, що власник золотого сертифікату в будь-який час зможе прийти до відділення банку та обміняти сертифікат на еквівалент у золоті. Видані золоті сертифікати повинні були відповідати конкретним пронумерованими золотим зливкам, що зберігалися в золотосховищі банку. Такий вид цінних паперів також використовувався банками для балансування рахунків без необхідності транспортування великих обсягів золота або валюти.

## Серії та варіації
| Серія   | Номінал                                   | Примітки |
| ------- | ----------------------------------------- | --- |
| 1865    | $20, $100 $500, $1,000 $5,000 $10,000     | |
| 1870–75 | $100, $500 $1,000 $5,000 $10,000          | |
| 1882    | $20, $50 $100, $500 $1,000 $5,000 $10,000 | |
| 1888    | $5,000 $10,000                            | Банкноти серії 1888 були призначені для використання банками для балансування рахунків без необхідності транспортувати великі обсяги золотих злитків або валюти. |
| 1900    | $10,000                                   | Скасовані (не є законним платіжним засобом). Зберіглося декілька сотень екземплярів. Час від часу з'являються на аукціонах.                                      |
| 1905    | $20                                       | |
| 1906    | $20                                       | |
| 1907    | $10 $1,000                                | |
| 1913    | $50                                       | |
| 1922    | $10, $20 $50, $100 $500, $1,000           | |